# 채세걸
채세걸(蔡世傑)은 조선의 문신이다. 본관은 평강(平康). 자는 정지(挺之)이다. 채모(蔡謨)의 8대손이다. 

## 생애
1510년(중종 5) 식년문과에 아원(亞元)으로 급제했으며, 1512년(중종 7) 정언(正言)이 되었다.
1515년(중종 10) 지평(持平)으로 재직할 때 서경(署經)을 하지 않아 탄핵을 받았고, 1519년(중종 14) 전주부서윤(全州府庶尹)에 제수되었다.
1530년(중종 25) 파주목사(坡州牧使)로서 백성들에게 선정(善政)을 베풀어 왕으로부터 향표리(鄕表裏) 한 벌을 하사받았다.
1532년(중종 27) 병조참의(兵曹參議), 1534년(중종 29) 황해도관찰사(黃海道觀察使), 1537년(중종 32) 강원도관찰사(江原道觀察使), 1539년(중종 34) 충청도관찰사(忠淸道觀察使)를 거쳤다.
1544년(중종 39) 좌부승지(左副承旨)로 임명되었으나, 다음날 체직되었다.
이후의 행적은 알 수 없다.

## 가족
- 증조 - 채효순(蔡孝順)[4] : 면천군수(沔川郡守), 증(贈) 이조참의(吏曹參議), 채모(蔡謨, 1229년 ~ 1302년)의 5대손
  - 조부 - 채담(蔡潭)[4] : 사헌부감찰(司憲府監察), 증 이조참판(吏曹參判)
    - 아버지 - 채자연(蔡子涓)[4] : 돈녕부첨정(敦寧府僉正), 증 이조판서(吏曹判書)
    - 어머니 - 함안군수(咸安郡守) 류효용(柳孝庸)의 딸[4]
      - 형 - 채세호(蔡世豪)[5] : 참봉(參奉)
      - 동생 - 채세영(蔡世英, 1490년 ~ 1568년) : 좌참찬(左參贊)